# Noir (гурт)
Noir (кор. 느와르) — південнокорейський бой-бенд, створений Luk Factory у Сеулі. Гурт дебютував 9 квітня 2018 року з альбомом Twenty's Noir. До складу гурту входять дев'ять учасників: Шин Синхун, Кім Йонгук, Лі Чжунйон, Нам Юнсон, Кім Шіхон, Ю Хойон, Ян Сіха, Кім Мінхьок та Кім Девон.

## Учасники
Адаптовано з офіційного сайту.
- Шин Синхун (신승훈) — лідер, вокаліст, репер
- Кім Йонгук (김연국) — вокаліст
- Лі Чжунйон (이준용) — вокаліст
- Нам Юнсон (남윤성) — вокаліст, репер
- Кім Шіхон (김시헌) — вокаліст
- Ю Хойон (유호연) — репер, танцюрист
- Ян Сіха (양시하) — вокаліст
- Кім Мінхьок (김민혁) — репер, танцюрист
- Кім Девон (김대원) — вокаліст, танцюрист

## Дискографія

### Мініальбоми
| Назва           | Деталі альбому                                                                               | Пікові позиції у чартах | Продажі                 |
| Назва           | Деталі альбому                                                                               | KOR                     | Продажі                 |
| --------------- | -------------------------------------------------------------------------------------------- | ----------------------- | ----------------------- |
| Twenty's Noir   | - Реліз: 9 квітня 2018 - Лейбл: Luk Factory, Genie Music - Formats: CD, digital download     | 36                      | - Південна Корея: 1,533 |
| Topgun          | - Реліз: 2 жовтня 2018 - Лейбл: Luk Factory, Genie Music - Формат: CD, цифрове завантаження  | 30                      | - Південна Корея: 1,226 |
| Abyss           | - Реліз: 12 червня 2019 - Лейбл: Luk Factory, Genie Music - Формат: CD, цифрове завантаження | 38                      | - Південна Корея: 1,446 |
| Up The Sky : 飛 | - Реліз: 27 квітня 2020 - Лейбл: Luk Factory, Genie Music - Формат: CD, цифрове завантаження | 24                      | - Південна Корея: 901   |

### Музичні відео
- «As A Star» (2018)
- «Gangsta» (2018)
- «Airplane Mode» (2018)
- «Doom Doom» (2019)
- «Lucifer» (2020)